# Многоугао
Многоугао или полигон је фигура у равни коју чини многоугаона линија и унутрашња област одређена том линијом. Други назив је полигон.
Ако сва темена многоугла леже у једној равни, многоугао се назива раван многоугао. То је многоугао у ужем смислу. Ако сва темена многоугла не леже у једној равни, многоугао се назива просторни многоугао. Дужи које чине многоугаону линију називају се странице многоугла. Темена изломљене линије, крајеви страница, називају се темена многоугла. Према броју темена многоугао је троугао, четвороугао, петоугао, шестоугао... Често се уместо многоугла каже и n-троугао (чита се ентоугао). Странице многоугла које имају заједничко теме су суседне, а које немају заједничких тачка су несуседне. Ако је многоугао хомеоморфан кружници, он се назива прост многоугао. 
Другим речима, прост многоугао је многоугао без самопресека, тј. када:
1. из сваког његовог темена исходе само две странице;
2. странице немају заједничких тачака (темена не припадају страницама);
3. темена не леже на страницама.

У елементарној геометрији се најчешће посматрају прости многоуглови. Многоугао се дефинише и као део равни ограничен изломљеном линијом. Многоугао се назива конвексним (испупченим) ако цео лежи са једне стране сваке праве на којој лежи његова страница. Другим речима, многоугао је конвексан ако дуж која спаја сваке две његове тачке, цела (свим својим тачкама) припада том многоуглу. Збир унутрашњих углова сваког простог многоугла је (n-2)180°, где је n = 3, 4, 5,... број његових страница.

## Етимологија
Реч полигон потиче од грчког придева πολύς (polús) „много“, и γωνία (gōnía) „угао“. Претпоставља се да би γόνυ (gónu) 'колено' могло бити порекло дела речи gon.

## Конвексност
Формалнији начин да се провери конвексност затвореног многоугла у равни је да се његова контура посматра као пут. Уколико се замишљени објекат креће по том путу и притом мења правац свог кретања само налево или само надесно, многоугао је конвексан. Притом није битно како су „лево“ и „десно“ оријентисани.

## Површина
Површина простог многоугла (без самопресека) се може изразити следећом формулом:
{\displaystyle P={\frac {1}{2}}\left|\sum _{i=1}^{n}(x_{i}y_{(i+_{n}1)}-x_{(i+_{n}1)}y_{i})\right|={\frac {1}{2}}\left|\sum _{i=1}^{n-1}(x_{i}y_{i+1}-x_{i+1}y_{i})+\left(x_{n}y_{1}-x_{1}y_{n}\right)\right|}

## Својства и формуле
Еуклидска геометрија је подразумева свуда.

### Углови
Сваки полигон има онолико углова колико има страна. Сваки ћошак има неколико углова. Два најважнија су:
- Унутрашњи угао – Збир унутрашњих углова једноставног n-гона је (n − 2)π радијана или (n − 2) × 180 степени. То је зато што се сваки једноставан n-гон (који има n страна) може сматрати сачињеним од (n − 2) троуглова, од којих сваки има збир углова од π радијана или 180 степени. Мера било ког унутрашњег угла конвексног правилног n-гона је {\displaystyle \left(1-{\tfrac {2}{n}}\right)\pi } радијани или {\displaystyle 180-{\tfrac {360}{n}}} степени. Унутрашње углове правилних звездастих полигона је први проучавао Поинсот, у истом раду у којем описује четири правилна звездаста полиедра: за правилан {\displaystyle {\tfrac {p}{q}}}-гон (p-гон са централном густином q), сваки унутрашњи угао је {\displaystyle {\tfrac {\pi (p-2q)}{p}}} радијана или {\displaystyle {\tfrac {180(p-2q)}{p}}} степени.[2]
- Спољашњи угао – Спољни угао је допунски угао унутрашњем углу. Идући око конвексног n-гона, „окренути” угао је спољашњи угао. Идући око полигона прави се један пун заокрет, тако да збир спољашњих углова мора бити 360°. Овај аргумент се може генерализовати на конкавне једноставне полигоне, ако се спољашњи углови који се окрећу у супротном смеру одузму од укупног броја окренутих. Идући око n-гона уопште, збир спољашњих углова (укупни износ који се ротира у врховима) може бити било који целоброј умножак d од 360°, нпр. 720° за пентаграм и 0° за угаону „осмицу” или антипаралелограм, где је d густина или број заокрета полигона. Погледајте исто тако орбиту (динамика).

### Површина
У овом одељку, врхови полигона који се разматрају се узимају да су у редоследу {\displaystyle (x_{0},y_{0}),(x_{1},y_{1}),\ldots ,(x_{n-1},y_{n-1})}. Ради погодности у неким формулама, такође ће се користити нотација (xn, yn) = (x0, y0) will also be used.
Ако полигон није самопресецан (то јест, ако је једноставан), његова површина је
{\displaystyle A={\frac {1}{2}}\sum _{i=0}^{n-1}(x_{i}y_{i+1}-x_{i+1}y_{i})\quad {\text{where }}x_{n}=x_{0}{\text{ and }}y_{n}=y_{0},}
или, користећи детерминанте
{\displaystyle 16A^{2}=\sum _{i=0}^{n-1}\sum _{j=0}^{n-1}{\begin{vmatrix}Q_{i,j}&Q_{i,j+1}\\Q_{i+1,j}&Q_{i+1,j+1}\end{vmatrix}},}
где је {\displaystyle Q_{i,j}} растојање на квадрат између {\displaystyle (x_{i},y_{i})} и {\displaystyle (x_{j},y_{j}).}
Означена површина зависи од редоследа врхова и оријентације равни. Обично је позитивна оријентација дефинисана ротацијом (у смеру супротном од казаљке на сату) која пресликава позитивну x-осу на позитивну y-осу. Ако су врхови поређани у смеру супротном од казаљке на сату (то јест, према позитивној оријентацији), означена област је позитивна; иначе је негативна. У оба случаја, формула површине је тачна у апсолутној вредности. Ово се обично назива формула пертли или геометарска формула.
Површина A једноставног многоугла се такође може израчунати ако су познате дужине страница,  и спољашњих углова, , из:
{\displaystyle {\begin{aligned}A={\frac {1}{2}}(a_{1}[a_{2}\sin(\theta _{1})+a_{3}\sin(\theta _{1}+\theta _{2})+\cdots +a_{n-1}\sin(\theta _{1}+\theta _{2}+\cdots +\theta _{n-2})]\\{}+a_{2}[a_{3}\sin(\theta _{2})+a_{4}\sin(\theta _{2}+\theta _{3})+\cdots +a_{n-1}\sin(\theta _{2}+\cdots +\theta _{n-2})]\\{}+\cdots +a_{n-2}[a_{n-1}\sin(\theta _{n-2})]).\end{aligned}}}
Ову формулу је описао Лопшиц 1963. године.
Ако се полигон може нацртати на једнако распоређеној мрежи тако да су сви његови врхови тачке мреже, Пикова теорема даје једноставну формулу за површину полигона засновану на броју унутрашњих и граничних тачака мреже: први број плус једна половина другог број, минус 1.
У сваком полигону са периметром p и површином A важи изопериметријска неједнакост {\displaystyle p^{2}>4\pi A}.
За било која два проста полигона једнаке површине, Бољај–Гервинова теорема наводи да се први може исећи на полигоналне делове који се могу поново саставити да би формирали други полигон.
Дужине страница многоугла не одређују његову површину. Међутим, ако је полигон једноставан и цикличан онда стране одређују његову површину. Од свих -гона са датим дужинама страница, онај са највећом површином је цикличан. Од свих -гона са датим периметром, онај са највећом површином је правилан (и стога цикличан).

#### Правилни полигони
Многе специјализоване формуле примењују се на области правилних полигона.
Површина правилног многоугла је дата у смислу полупречника  његовог уписаног круга и његовог периметра p са
{\displaystyle A={\tfrac {1}{2}}\cdot p\cdot r.}
Овај полупречник се такође назива његовом апотемом и често се представља као a.
Површина правилног n-гона у смислу полупречника  његовог описаног круга може се тригонометријски изразити као:
{\displaystyle A=R^{2}\cdot {\frac {n}{2}}\cdot \sin {\frac {2\pi }{n}}=R^{2}\cdot n\cdot \sin {\frac {\pi }{n}}\cdot \cos {\frac {\pi }{n}}}
Површина правилног n-гона уписаног у круг јединичног полупречника, са страницом s и унутрашњим углом {\displaystyle \alpha ,} такође се може тригонометријски изразити као:
{\displaystyle A={\frac {ns^{2}}{4}}\cot {\frac {\pi }{n}}={\frac {ns^{2}}{4}}\cot {\frac {\alpha }{n-2}}=n\cdot \sin {\frac {\alpha }{n-2}}\cdot \cos {\frac {\alpha }{n-2}}.}

#### Самопресецање
Површина самопресецајућег полигона може се дефинисати на два различита начина, дајући различите одговоре:
- Користећи формуле за једноставне полигоне, дозвољава се да одређена подручја унутар полигона могу имати своју површину помножену фактором који се назива густином региона. На пример, централни конвексни петоугао у центру пентаграма има густину 2. Две троугласте области укрштеног четвороугла (попут слике 8) имају густине супротног знака, а сабирање њихових површина може дати укупну површину од нуле за целу фигуру.[13]
- Сматрајући затворене регионе као скупове тачака, може се пронаћи површину затвореног скупа тачака. Ово одговара површини равни коју покрива полигон или површини једног или више једноставних полигона који имају исти обрис као и онај који се самосече. У случају унакрсног четвороугла, он се третира као два проста троугла.

### Центроид
Користећи исту конвенцију за координате темена као у претходном одељку, координате центроида чврстог једноставног многоугла су
{\displaystyle C_{x}={\frac {1}{6A}}\sum _{i=0}^{n-1}(x_{i}+x_{i+1})(x_{i}y_{i+1}-x_{i+1}y_{i}),}
{\displaystyle C_{y}={\frac {1}{6A}}\sum _{i=0}^{n-1}(y_{i}+y_{i+1})(x_{i}y_{i+1}-x_{i+1}y_{i}).}
У овим формулама мора се користити означена вредност површине {\displaystyle A}.
За троуглове (n = 3), центроиди врхова и чврстог облика су исти, али, генерално, то не важи за n > 3. Центроид скупа врхова многоугла са n врхова има координате
{\displaystyle c_{x}={\frac {1}{n}}\sum _{i=0}^{n-1}x_{i},}
{\displaystyle c_{y}={\frac {1}{n}}\sum _{i=0}^{n-1}y_{i}.}

## Правилни многоугао
Многоугао чије су све странице једнаке и сви углови једнаки назива се правилан многоугао.
За све правилне многоуглове важи да уколико је број страница n онда се централни угао рачуна као α=360/n, спољашњи као β=360/n, а унутрашњи γ=180-β.

## Рачунарска графика
Реч „полигон“ се у рачунарској графици користи искључиво за троугао, који је основни графички примитив за представљање тродимензионих објеката. Сваки тродимензиони објекат је представљен скупом троуглова који сем координата својих тачака могу имати и друга својства попут боје, текстуре којом су попуњени, осветљености и др. Многоуглови који нису троуглови се по правилу разлажу на троуглове.